# La tabla de Flandes (película)
La tabla de Flandes (1995) es una película es una película anglo-franco-española dirigida por Jim McBride en 1994. Se basa en la novela de Arturo Pérez-Reverte de igual título, La tabla de Flandes (1990).

## Argumento
Julia, restauradora de obras de arte en Barcelona, trabaja sobre un cuadro del siglo  xv que representa a dos caballeros jugando al ajedrez. Un estudio revela, bajo la pintura, una frase latina, "Qvis Necavit Eqvitem?" («¿Quién se comió el caballo?» o «¿Quién mató al caballero?»). 
Con la ayuda de un anticuario, de un jugador de ajedrez y de un historiador, su viejo amigo, Julia intenta descifrar el enigma del cuadro. ¿Pura adivinanza de especialistas? No, porque un misterioso desconocido retoma la partida de ajedrez del cuadro de forma bien macabra: los más próximos a Julia, transformados en piezas del juego, son asesinados uno tras otro…

## Reparto principal
Los principales papeles del reparto fueron:
- Kate Beckinsale: Julia Darro
- John Wood: César Belmonte i Roig
- Sinead Cusack: Menchu
- Paudge Behan: Doménec
- Peter Wingfield: Max
- Michael Gough: Don Manuel Belmonte
- Art Malik: Álvaro Ortega
- Helen McCrory: Lola Belmonte
- James Villiers: Montegrifo
- Anthony Milner: Inspector
- Edrnund Moriarty: Estudiante
- Harriet Horne: Marisa

## Producción
La mesa de Flandes fue rodada del 2 de agosto al 27 de septiembre de 1993 en Barcelona y Canet de Mar.

## Crítica
En el periódico El País su crítico afirmaba: "Convencional trama a partir de la novela de Arturo Pérez Reverte, en la que algunos hitos hacen que sea digna de verse".
Para el autor de la novela, habituado a otras adaptaciones de sus novelas, aseguraba «que la peor de todas fue la versión de La tabla de Flandes». En otra ocasión redundaba en ello cuando afirmaba «que el guion de La tabla de Flandes "convertía la segunda mitad de la historia de mi restauradora de arte, el anticuario César y el ajedrecista Muñoz, en un tebeo barato con una trama infantil propia de un telefilme de sobremesa norteamericano"».